# Коронавірусна хвороба 2019 на Ямайці
Спалах коронавірусної хвороби 2019 на Ямайці — це поширення пандемії коронавірусної хвороби 2019 на територію Ямайки. Перший випадок хвороби на острові зареєстровано 10 березня 2020 року в столиці країни Кінгстоні. Початок поширення епідемії на Ямайці збігся з епідемією гарячки денге в Латинській Америці та Карибському басейні.
11 січня 2022 року Ямайка випередила Китай за кількістю підтверджених випадків хвороби.

## Хронологія

### Березень 2020 року
10 березня міністерство охорони здоров'я Ямайки підтвердило перший випадок коронавірусної хвороби на Ямайці — хвору, яка прибула з Великобританії 4 березня. Міністр охорони здоров'я повідомив, що хвора знаходилась на ізоляції з 9 березня після появи респіраторних симптомів. Після оновлення заборону на поїздки розширено, до заборонених для поїздки країн додано Францію, Німеччину та Іспанію.
11 березня міністр охорони здоров'я Крістофер Тафтон підтвердив виявлення другого випадку коронавірусної хвороби в країні.
13 березня уряд повідомив про 6 нових випадків хвороби, включаючи батька та ще одну родичку першої хворої. Пізніше того ж дня уряд повідомив, що округ Булл-Бей, де відбувся похорон, на якому була присутня перша хворобу, поміщений під карантин на 14 днів. Після виявлення 4 випадків хвороби, усі з яких пов'язані з перебуванням у Великобританії, міністр закордонних справ країни Каміна Джонсон-Сміт заявила, що до заборонених для поїздки країн додадуть Великобританію.
15 березня міністерство охорони здоров'я підтвердило, що в країні зареєстровано 19 підозр на коронавірусну хворобу, яким проведено тестування. З 19 підозрюваних випадків лише у двох хворих підтверджено наявність коронавірусної хвороби — один з них прибув з Тринідаду і Тобаго, інший випадок виявлений шляхом відстеження контактів інших хворих. У цьому ж повідомленні міністерство підтвердило, що в ізоляторах перебувало 27 хворих, і що хворі № 1 і № 2 вже не мають симптомів хвороби.
16 березня міністерство охорони здоров'я та канцелярія прем'єр-міністра повідомили, що на острові за добу зареєстровано 5 попередньо підтверджених випадків хвороби. Пізніше того ж дня уряд повідомив, що лише 2 із 5 зареєстрованих попередньо випадків мали позитивний результат на COVID-19. Унаслідок збільшення кількості випадків хвороби уряд оголосив про введення нових заходів соціального дистанціювання, зокрема рекомендовано запровадження надомної праці, заборона усіх масових заходів за участю більш ніж 20 осіб, а також закриті барів, ресторани, спортивні заклади та інші заклади громадського користування.
17 березня міністерство охорони здоров'я та канцелярія прем'єр-міністра підтвердили новий випадок хвороби — особу, яка була присутня на тому самому похороні, що й перша хвора в країні.
18 березня головний медичний спеціаліст Ямайки підтвердив першу смерть від COVID-19 в країні. На тій же прес-конференції міністерство охорони здоров'я підтвердило ще два випадки хвороби.
19 березня міністерство охорони здоров'я підтвердило ще один новий випадок хвороби, внаслідок чого загальна кількість випадків зросла до 16.
20 березня міністерство охорони здоров'я підтвердило ще 3 нових випадки, внаслідок чого загальна кількість випадків зросла до 19 (з них 5 випадків унаслідок місцевої передачі вірусу).
23 березня міністерство охорони здоров'я країни повідомило про 2 нових випадки хвороби, внаслідок чого загальна кількість випадків зросла до 21. З двох нових випадків один був виявлений шляхом відстеження контактів і встановлено, що він тісно контактував з двома хворими.
24 березня міністерство охорони здоров'я повідомило про 4 нових випадки хвороби, унаслідок чого загальна кількість випадків зросла до 25.
25 березня міністерство охорони здоров'я повідомило про ще один випадок хвороби, загальну кількість випадків зросла до 26.
27 березня міністерство охорони здоров'я країни повідомило про виявлення 4 нових випадків хвороби, унаслідок чого загальна кількість випадків зросла до 30.
28 березня міністерство охорони здоров'я та охорони країни повідомило про виявлення 2 нових випадків хвороби, загальна кількість випадків зросла до 32.
29 березня міністерство охорони здоров'я повідомило про виявлення 4 нових випадків хвороби, загальна кількість випадків зросла до 36, включаючи двох хворих, які перебували в Нью-Йорку, та перший випадок хвороби в медичного працівника на Ямайці. Уряд також повідомив про одужання першої хворої на Ямайці.
31 березня міністерство охорони здоров'я країни повідомило про виявлення 2 нових випадків хвороби, внаслідок чого загальна кількість випадків зросла до 38, у тому числі один хворий, який відвідував Бостон та Атланту; виявлено першого хворого віком до 18 років. У тому ж повідомленні міністерство охорони здоров'я оголосило про другу смерть, пов'язану з коронавірусом, яка зареєстрована у хворого, який уже одужував, проте в нього відбулась зупинка серця; другий померлий також уже одужував, та його на той час уже виписали з лікарні.

### Квітень 2020 року
1 квітня міністерство охорони здоров'я країни повідомило про виявлення 6 нових випадків хвороби, загальну кількість випадків зросла до 44. Всі 6 випадків зареєстровані в селищі Гейз громади Корн-Піс парафії Кларендон, яке перебувало на карантині з 19 березня. Раніше цього дня міністр охорони здоров'я країни написав у Twitterі, що в країні зареєстровано ще одну смерть, пов'язану з коронавірусною хворобою.
2 квітня міністерство охорони здоров'я країни повідомило про виявлення 3 нових випадків хвороби, внаслідок чого загальна кількість випадків зросла до 47. Нові випадки виявлені в подружньої пари 70 років, яка відвідувала Нью-Йорк, та у 32-річного чоловіка, який тривалий час не виїздив з країни.
3 квітня міністерство охорони здоров'я країни підтвердило 6 нових випадків, внаслідок чого загальна кількість випадків зросла до 53. З цих випадків 4 були визначені як контактні з підтвердженим випадком хвороби, один з випадків нещодавно відвідував Нью-Йорк, ще в одного причина інфікування не визначено. Міністерство охорони здоров'я також підтвердило одужання 5 хворих, загальна кількість одужань зросла до 7.
4 квітня міністерство охорони здоров'я країни підтвердило 2 нових випадки хвороби, внаслідок чого загальна кількість хворих зросла до 55. Нові випадки зареєстровані в 73-річної жінки, яка контактувала з підтвердженим випадком, та в 63-річної жінки, механізм інфікування якої ще встановлювався. У наступному твіті міністерство підтвердило одужання ще одного хворого, довівши загальну кількість одужань до 8.
5 квітня міністерство охорони здоров'я підтвердило 3 нових випадки хвороби, внаслідок чого загальна кількість випадків зросла до 58. Нові випадки хвороби виявлені у 52-річного чоловіка, який нещодавно відвідував Бразилію; у 41-річної жінки, яка нещодавно відвідувала Нью-Йорк; та у 41-річної жінки, яка не виїздила з країни.
6 квітня міністерство охорони здоров'я та добробуту підтвердило виявлення ще одного нового випадку хвороби, внаслідок чого загальна кількість випадків зросла до 59. Хворобу виявлено в 43-річного чоловіка, який не виїздив з країни; механізм його інфікування ще встановлювався.
7 квітня міністерство охорони здоров'я та добробуту підтвердило виявлення 4 нових випадків хвороби, внаслідок чого загальна кількість випадків зросла до 63. Новими хворими, усіх які проживають у Кінгстоні та Сент-Ендрю, стали дві 48-річні жінки, 26-річна жінка та 26-річний чоловік; усі вони мали контакт із підтвердженим випадком хвороби. Міністерство охорони здоров'я також підтвердило одужання та ще 2 хворих, загальна кількість одужань зросла до 10.
8 квітня міністерство охорони здоров'я та добробуту підтвердило нову смерть, пов'язану з COVID-19, загальна кількість померлих зросла до 4.
9 квітня міністерство охорони здоров'я та добробуту повідомило, що загальна кількість одужань у країні зросла до 13.
10 квітня Міністерство охорони здоров'я та добробуту повідомило про виявлення 2 нових випадків хвороби, внаслідок чого загальна кількість випадків зросла до 65. Новими хворими стали 50-річна жінка з парафії Сент-Джеймс, яка повернулась з Нью-Йорка; та 21-річна жінка із Сент-Катерини, спосіб інфікування якої ще уточнювався.
11 квітня Міністерство охорони здоров'я та добробуту підтвердило 4 нових випадки хвороби, в результаті яких загальна кількість випадків зросла до 69. Новими хворими стали 52-річний та 73-річний чоловіки з парафії Манчестер, які обидва були в контакті з підтвердженим випадком хвороби; 46-річна жінка з Кларендона, яка контактувала з підтвердженим випадком; та 19-річний чоловік також із Кларендона, спосіб інфікування якого ще уточнювався.
12 квітня міністерство охорони здоров'я та добробуту підтвердило 3 нових випадки хвороби, внаслідок яких загальна кількість випадків зросла до 72. Новими хворими стали 17-річний чоловік із Сент-Анни, спосіб інфікування якого ще уточнювався; 52-річна жінка з передмістя Кінгстона Сент-Ендрю, яка контактувала з хворим; та 65-річний чоловік із Сент-Елізабет, який контактував з туристами, спосіб інфікування якого ще уточнювався. Одночасно міністерство оголосило про одужання 3 хворих, загальна кількість одужань зросла до 16.
13 квітня міністерство охорони здоров'я та добробуту підтвердило ще один випадок хвороби, внаслідок чого загальна кількість випадків зросла до 73. Новим хворим став 52-річний чоловік із передмістя Кінгстона Сент-Ендрю, який контактував із підтвердженим випадком. Одночасно міністерство оголосило про одужання ще 3 хворих, загальна кількість одужань зросла до 19.
14 квітня міністерство охорони здоров'я та добробуту підтвердило 32 нові випадки хвороби, загальна кількість випадків зросла до 105. Це стало найбільшим збільшенням випадків за день. Нові випадки зареєстровані в 5 чоловіків та 27 жінок віком від 19 до 70 років; спосіб інфікування яких ще встановлюються. Більшість випадків пов'язані з кол-центром у Портморі в парафії Сент-Кетрін. У відповідь уряд Ямайки оголосив про запровадження у парафії Сент-Кетрін локдауну терміном на один тиждень.
15 квітня міністерство охорони здоров'я та добробуту підтвердило 20 нових випадків хвороби, загальна кількість яких зросла до 125. Нові випадки зареєстровані в 5 чоловіків та 15 жінок віком від 2 до 43 років; спосіб інфікування яких уточнюється. Наймолодший і найстарший випадки цього дня завезені з-за меж країни, інші 18 пов'язані із спалахом хвороби 14 квітня в кол-центрі «Алоріка». За даними міністерства охорони здоров'я, на цей день зареєстровано 52 випадки хвороби, пов'язані з цим закладом.
16 квітня міністерство охорони здоров'я та добробуту підтвердило 18 нових випадків хвороби, внаслідок чого загальна кількість випадків зросла до 143. Нові випадки зареєстровані в 5 чоловіків та 13 жінок віком від 4 до 56 років. За даними міністерства, більшість випадків пов'язані зі спалахом у кол-центрі «Alorica» 14 квітня. У наступному повідомленні міністерство оголосило, що в одного із його співробітників вияввлено позитивний результат на новий коронавірус; і що головний офіс міністерства 17 квітня буде закритий для прибирання, а персонал (у тому числі постійний секретар Данстан Браян) піде на домашній карантин. Повідомлено також, що в міністра охорони здоров'я тест показав негативний результат на коронавірус. Станом на 21:17 за місцевим часом, за даними вебсайту міністерства охорони здоров'я, одужали 25 хворих.
17 квітня міністерство охорони здоров'я та добробуту підтвердило 20 нових випадків хвороби, внаслідок чого загальна кількість випадків зросла до 163. Серед нових випадків були 2 жінки, які працювали в кол-центрі «Alorica» віком 33 та 19 років; та 42-річний чоловік, спосіб інфікування якого ще встановлюється. Міністерство охорони здоров'я поки не розкривало детальних даних щодо інших 17 хворих.
18 квітня міністерство охорони здоров'я та добробуту підтвердило 10 нових випадків хвороби, внаслідок чого загальна кількість випадків зросла до 173. Серед 10 нових випадків та 17, щодо яких 17 квітня не було вказано жодної інформації, були 18 жінок та 9 чоловіків переважно у віці 20-29 років. Згідно з прес-релізом, 22 із загальної кількості 27 випадків були працівниками кол-центру «Alorica» у Портморі парафії Сент-Кетрін, а 2 контактували з працівниками цього закладу. Також міністерство охорони здоров'я повідомило про одужання ще 2 хворих, внаслідок чого загальна кількість одужань зросла до 27.
19 квітня міністерство охорони здоров'я та добробуту підтвердило 23 нові випадки хвороби, загальна кількість випадків зросла до 196; подробиць щодо хворих не надано. За даними міністерства охорони здоров'я, 95 випадків пов'язані з кластером місця роботи.
20 квітня міністерство охорони здоров'я та добробуту підтвердило 27 нових випадків хвороби, загальна кількість випадків зросла до 223. Серед нових хворих 19 жінок та 8 чоловіків; 26 з 27 пов'язані з тим самим «кластером місця роботи», виявленим 14 квітня (загальна кількість випадків унаслідок спалаху в кол-центрі зросла до 120).
21 квітня міністерство охорони здоров'я та добробуту підтвердило 10 нових випадків хвороби, загальна кількість випадків зросла до 233. Серед нових хворих 5 були співробітниками міністерства охорони здоров'я (у цьому кластері місця роботи кількість випадків зросла до 6), ще 3 пов'язані з кластером місця роботи в Портморі в парафії Сент-Кетрін.
22 квітня Міністерство охорони здоров'я та добробуту підтвердило 19 нових випадків хвороби, загальна кількість випадків зросла до 252.
23 квітня міністерство охорони здоров'я та добробуту підтвердило 5 нових випадків хвороби, внаслідок чого загальна кількість випадків зросла до 257, за добу одужав ще один хворий, загальна кількість одужань зросла до 28. У подальшому оновленні міністерство охорони здоров'я повідомило про сьому смерть в країні, пов'язану з COVID-19, 4-річного хворого, який помер у регіональній лікарні Корнуолла в Монтего-Бей.
24 квітня міністерство охорони здоров'я та добробуту підтвердило 31 нових випадків хвороби, внаслідок чого загальна кількість випадків зросла до 288.
25 квітня міністерство охорони здоров'я та добробуту підтвердило 17 нових випадків хвороби, внаслідок чого загальна кількість випадків зросла до 305. Серед нових пацієнтів 6 чоловіків та 11 жінок у віці від 21 до 59 років. Встановлено, що 12 хворих пов'язані з установою в Портморі парафії Сент-Кетрін, де стався спалах на роботі; 3 нових хворих контактували з підтвердженим випадком хвороби; спосіб інфікування ще двох нових хворих ще встановлювався. На цей день 165 із 305 випадків у країні пов'язані з кол-центром «Alorica».
26 квітня міністерство охорони здоров'я та добробуту підтвердило 43 нові випадки хвороби, загальна кількість випадків зросла до 348. Це стало найбільшою кількістю випадків хвороби за добу на цей день. Міністерство спочатку повідомило про 45 нових випадків хвороби (в цілому до 350), проте пізніше переглянуло їх кількість. У тому ж прес-релізі міністерство охорони здоров'я повідомило про початок розслідування смерті молодої матері, в якої виникли ускладнення при пологах, після того як її відмовились прийняти в кількох державних та приватних лікарнях у зв'язку з тим, що в неї були симптоми COVID-19.
27 квітня міністерство охорони здоров'я та добробуту підтвердило 16 нові випадки хвороби, загальна кількість випадків зросла до 364. Серед нових хворих було 7 чоловіків та 9 жінок; віком від 3 до 77 років. 7 хворих пов'язані з вогнищем на робочому місці у Портморі парафії Сент-Кетрін, один хворий контактував з підтвердженим випадком хвороби, в інших 8 хворих спосіб інфікування ще не встановлено. На детальній прес-конференції міністр охорони здоров'я додав, що 182 із підтверджених випадків були пов'язані з інфікуванням на роботі; та що на цей день проведено 3621 тестувань, з яких 26 ще очікують результати. Міністерство охорони здоров'я також підтвердило одужання ще одного хворого, загальна кількість одужань зросла до 29.
28 квітня на вебсайті міністерства охорони здоров'я та добробуту повідомлено про 381 випадок хвороби в країні, за добу кількість випадків збільшилась на 17.
29 квітня міністерство охорони здоров'я та добробуту підтвердило 15 нових випадків хвороби, загальна кількість випадків зросла до 396. З 32 нових хворих, підтверджених протягом останніх двох діб, 11 чоловіків та 25 жінок; віком від 1 до 71 року. 15 хворих пов'язані з кластером робочих місць у Портморі; 11 хворих контактували з підтвердженим випадком хвороби; один з нових випадків інфікувався за кордоном; у решти 5 нових хворих спосіб інфікування ще не встановлено. На цей день 245 випадків були прямо та опосередковано пов'язані зі згаданим кластером місця роботи.
30 квітня міністерство охорони здоров'я та охорони здоров'я підтвердило 26 нових випадків хвороби, загальна кількість випадків до 422. З нових хворих 9 чоловіків та 17 жінок; віком від 8 місяців до 63 років. 12 з цих хворих прямо та опосередковано пов'язані з кластером місця роботи в Портморі; 6 хворих контактували з підтвердженими випадками, у 8 хворих спосіб передачі вірусу не встановлено. Міністерство охорони здоров'я також повідомило, що у 19 його співробітників підтверджено позитивний тест на COVID-19; зареєстровано ще одну смерть, пов'язану з COVID-19, загальна кількість померлих зросла до 8.

### Травень 2020 року
1 травня міністерство охорони здоров'я та добробуту підтвердило 10 нових випадків хвороби, внаслідок чого загальна кількість випадків зросла до 432. З нових хворих 2 чоловіків та 8 жінок віком від 2 до 49 років. 8 хворих прямо чи опосередковано пов'язані із спалахом захворювання на робочому місці в Портморі; у решти 2 хворих спосіб інфікування ще встановлювався. Міністерство охорони здоров'я також повідомило про одужання ще двох хворих, загальна кількість одужань зросла до 31.
2 травня міністерство охорони здоров'я та добробуту підтвердило 31 новий випадок хвороби, внаслідок чого загальна кількість випадків зросла до 463. З нових пацієнтів 11 чоловіків та 20 жінок; віком від 8 до 72 років. 12 нових хворих прямо або опосередковано пов'язані зі спалахом захворювання на робочому місці у Портморі; в решти 19 хворих спосіб інфікування ще не встановлено. Міністерство охорони здоров'я також повідомило про одужання ще двох хворих, загальна кількість одужань зросла до 33.
3 травня міністерство охорони здоров'я та добробуту підтвердило 6 нових випадків хвороби, загальна кількість випадків зросла до 469. Серед нових хворих 4 чоловіків та 2 жінок, віком від 9 до 37 років. Усі справи виявлено в Сент-Мері, всі вони контактували з підтвердженими випадками хвороби. Міністерство охорони здоров'я також повідомило про дев'яту смерть в країні, пов'язану з COVID-19 (73-річний чоловік з Кінгстона); а також одужання ще 5 хворих, загальна кількість одужань зросла до 38.
4 травня міністерство охорони здоров'я та добробуту підтвердило 2 нових випадки хвороби, загальна кількість випадків зросла до 471. Новими хворими стали 12-річна дитина з парафії Сент-Кетрін та 20-річна жінка з парафії Кларендон, які контактували з підтвердженими випадками хвороби. Міністерство також повідомило про одужання 11 хворих, загальна кількість одужань зросла до 49.
5 травня міністерство охорони здоров'я та добробуту підтвердило 2 нові випадки хвороби, загальна кількість випадків зросла до 473. Новими хворими стали чоловіки у віці 34 років з Кінгстона. Один з них контактував із підтвердженим випадком хвороби, пов'язаний із кластером місця роботи в Портморі; а інший контактував із підтвердженим випадком хвороби, спосіб передачі якого ще не встановлено. Крім того, міністерство охорони здоров'я повідомило про одужання ще 7 хворих, загальна кількість одужань зросла до 56.
6 травня міністерство охорони здоров'я та добробуту підтвердило 5 нових випадків хвороби, загальна кількість випадків зросла до 478. Новими хворими стали 18-річний чоловік із Сент-Мері, який контактував із підтвердженим випадком хвороби; 3 чоловіки віком від 16 до 69 років; та одна жінка віком 17 років. Міністерство охорони здоров'я також повідомило про одужання ще одного хворого, внаслідок чого загальна кількість одужань зросла до 57.
7 травня міністерство охорони здоров'я та добробуту підтвердило 10 нових випадків хвороби, загальна кількість випадків зросла до 488. Міністерство охорони здоров'я також повідомило про одужання ще одного хворого, унаслідок чого загальна кількість одужань зросла до 58.
8 травня міністерство охорони здоров'я та добробуту підтвердило 2 нових випадки хвороби, загальна кількість випадків зросла до 490. Міністерство охорони здоров'я також повідомило про одужання ще 4 хворих, загальна кількість одужань зросла до 62.
9 травня міністерство охорони здоров'я та добробуту підтвердило 8 нових випадків, внаслідок чого загальна кількість випадків зросла до 498. Міністерство охорони здоров'я також повідомило про одужання 16 хворих, загальна кількість одужань зросла до 78.
10 травня міністерство охорони здоров'я та добробуту підтвердило 4 нові випадки хвороби, внаслідок чого загальна кількість випадків зросла до 502. Нові випадки зареєстровані лише в чоловіків, зокрема у 31-річного чоловік із Сент-Енну, який нещодавно повернувся на батьківщину з-за кордону; а інші чоловіки віком від 17 до 63 років, усі з Кінгстона, контактували з раніше підтвердженими випадками. Міністерство охорони здоров'я також повідомило про одужання 12 хворих, загальна кількість одужань зросла до 90.
11 травня міністерство охорони здоров'я та добробуту підтвердило 3 нові випадки хвороби, загальна кількість випадків зросла до 505.
12 травня міністерство охорони здоров'я та добробуту підтвердило 2 нові випадки хвороби, внаслідок чого загальна кількість випадків зросла до 507. Новими хворими
стали 57-річна жінка та 6-річний хлопчик; обидва з Кінгстона. Міністерство охорони здоров'я також повідомило про одужання 10 хворих, загальна кількість одужань зросла до 100.
13 травня міністерство охорони здоров'я та добробуту підтвердило 2 нові випадки хвороби, внаслідок чого загальна кількість випадків зросла до 509. Два нових хворих — чоловіки, один 48 років з Сент-Кетрін; а інший 74-років з Кінгстона. Один із них контактував із підтвердженим випадком, пов'язаним з кластером місця роботи в Портморі, спосіб інфікування іншого хворого ще встановлюється. Міністерство охорони здоров'я також повідомило про одужання ще 13 хворих, загальна кількість одужань зросла до 113.
14 травня міністерство охорони здоров'я та добробуту не повідомило про нові випадки захворювання, відзначивши, що це перший раз за 50 днів, коли в країні не зафіксовано нових випадків хвороби. Того дня міністерство охорони здоров'я повідомляло про одужання 5 хворих, загальна кількість одужань зросла до 118.
15 травня міністерство охорони здоров'я та добробуту підтвердило 2 нові випадки хвороби, внаслідок чого загальна кількість випадків зросла до 511. Двома новими хворими стали 20-річна жінка з Кінгстона, яка працювала в місці спалаху на робочому місці у Портморі; та 45-річна жінка із Сент-Кетрін, яка контактувала з підтвердженим випадком хвороби. Міністерство охорони здоров'я також повідомило про одужання 3 хворих, загальна кількість одужань зросла до 121.
16 травня міністерство охорони здоров'я та добробуту підтвердило 6 нових випадків хвороби, внаслідок чого загальна кількість випадків зросла до 517. Новими хворими стали 2 чоловіки та 4 жінки віком від 3 до 62 років, всі зареєстровані в Кінгстоні, та контактували з підтвердженим випадком хвороби.
17 травня міністерство охорони здоров'я та добробуту підтвердило 3 нові випадки хвороби, загальна кількість випадків зросла до 520. Усі 3 нові випадки зареєстровані в ямайців, репатрійованих із США 13 травня. Усі вони жінки віком від 37 до 72 років; дві з Кінгстона, ще одна з Сент-Томаса. Міністерство охорони здоров'я також повідомило про одужання 6 хворих, загальна кількість одужань зросла до 127.
18 травня міністерство охорони здоров'я та добробуту повідомило про одужання 4 хворих, загальна кількість одужань зросла до 131.
19 травня міністерство охорони здоров'я та добробуту повідомило про одужання 14 хворих, загальна кількість одужань зросла до 145.
20 травня міністерство охорони здоров'я та добробуту підтвердило 9 нових випадків хвороби, загальна кількість випадків хвороби зросла до 529. Серед нових пацієнтів (усі чоловіки) — 6 осіб, які нещодавно повернулись з Великобританії, 2 з яких пов'язані з спалахом на робочому місці в Сент-Кетрін; ще один контактував із підтвердженим випадком хвороби. Нові хворі віком від 17 до 53 років з парафій Сент-Кетрін, Сент-Енн, Портленд, Сент-Мері та і Кінгстон. Міністерство охорони здоров'я також повідомило про одужання 26 хворих, загальна кількість одужань зросла до 171.
21 травня міністерство охорони здоров'я та добробуту підтвердило 5 нових випадків хвороби, загальна кількість випадків зросла до 534. З нових пацієнтів 3 чоловіки та 2 жінки; випадки зареєстровані у парафіях Кінгстон, Сент-Мері та Портленд. З 5 хворих 2 нещодавно повернулися з Великобританії, спосіб інфікування ще трьох не встановлено. Міністерство охорони здоров'я також повідомило про одужання 10 хворих, загальна кількість одужань зросла до 181.
22 травня міністерство охорони здоров'я та добробуту підтвердило 10 нових випадків хвороби, загальна кількість випадків зросла до 544. Новими хворими стали 5 чоловіків та 5 жінок; 5 нещодавно повернулись з Великобританії, а інші зареєстровані в парафіях Кінгстон та Сент-Кетрін. З 5 місцевих випадків 3 контактували з підтвердженими випадками хвороби, а в двох інших випадках спосіб інфікування ще встановлювався. Повідомлено також про одужання 10 хворих, загальна кількість одужань зросла до 191.
23 травня міністерство охорони здоров'я та добробуту підтвердило 6 нових випадків хвороби, загальна кількість випадків зросла до 550. З нових хворих 5 нещодавно повернулись з Великобританії та інших країн, спосіб інфікування шостого хворого ще не встановлено; нові хворі виявлені у парафіях Кінгстон, Сент-Кетрін та Сент-Енн. Міністерство охорони здоров'я також повідомило про одужання 9 хворих, загальна кількість одужань зросла до 200.
24 травня міністерство охорони здоров'я та добробуту підтвердило 2 нові випадки хвороби, загальна кількість випадків зросла до 552. Новими випадками стали 25-річна жінка з Кінгстона та 22-річний чоловік із парафії Сент-Енн. Міністерство охорони здоров'я також повідомило про одужання 11 хворих, загальна кількість одужань зросла до 211.
25 травня міністерство охорони здоров'я та добробуту) підтвердило 4 нові випадки хвороби, загальна кількість випадків зросла до 556. З нових випадків 3 нещодавно були репатрійовані на Ямайку круїзним судном, а четвертий випадок контактував із підтвердженим випадком хвороби. Хворими стали два чоловіки та дві жінки віком від 28 до 55 років з парафій Сент-Енн та Сент-Кетрін. Міністерство охорони здоров'я також повідомило про одужання 27 хворих — найвищий показник одужання за один день на цей день, унаслідок чого загальна кількість одужань зросла до 238.
26 травня міністерство охорони здоров'я та добробуту підтвердило 8 нових випадків хвороби, загальна кількість випадків зросла до 564. Серед нових випадків була лише одна жінка, решта чоловіки; віком від 28 до 62 років. Міністерство охорони здоров'я також повідомило про одужання 29 хворих, що стало найвищим показником одужання за один день, загальна кількість одужань зросла до 267.
27 травня міністерство охорони здоров'я та добробуту підтвердило 5 нових випадків хвороби, загальна кількість випадків зросла до 569. З нових випадків один був чоловіком, а решта жінки; віком від 32 до 46 років. За даними міністерства, нові хворі зареєстровані в парафіях Кінгстонх, Сент-Кетрін, Манчестер та Сент-Джеймс. Міністерство охорони здоров'я також повідомило про одужання 12 хворів, загальна кількість одужань зросла до 279.
28 травня міністерство охорони здоров'я та добробуту повідомило про одужання 5 хворих, загальна кількість одужань зросла до 284. За цей день нових випадків хвороби не підтверджено.
29 травня міністерство охорони здоров'я та добробуту підтвердило 6 нових випадків хвороби, загальна кількість випадків зросла до 575. Новими хворими стали ямайці, які нещодавно повернулись до країни з-за кордону. Міністерство охорони здоров'я також повідомило про одужання 5 хворих, загальна кількість одужань зросла до 289. Після цього оновлення даних рівень одужання в країні становив 50,3 %.
30 травня міністерство охорони здоров'я та добробуту підтвердило ще 6 нових випадків хвороби, загальна кількість випадків зросла до 581. Усі хворі, крім одного, нещодавно повернулись з-за кордону у рамках програми контрольованого повторного в'їзду; вони зареєстровані у парафіях Портленд, Трелауні та Кінгстон. Міністерство охорони здоров'я також повідомило про одужання ще 1 хворого, загальна кількість одужань зросла до 290.
31 травня міністерство охорони здоров'я та добробуту підтвердило ще 5 нових випадків хвороби, загальна кількість випадків зросла до 586. Усі нові хворі нещодавно повернулись з-за кордону за програмою контрольованого повторного в'їзду. Міністерство охорони здоров'я також повідомило про одужання 21 хворого, загальна кількість одужань зросла до 311.

### Червень 2020 року
1 червня міністерство охорони здоров'я та добробуту підтвердило ще 2 нові випадки хвороби, загальна кількість випадків зросла до 588. Обидва хворі були чоловіками, які нещодавно повернулись до країни за програмою контрольованого повторного в'їзду, та проживали в парафіях Вестморленд та Сент-Енн. Міністерство охорони здоров'я також повідомило про одужання 11 хворих, загальна кількість одужань зросла до 322.
2 червня міністерство охорони здоров'я та добробуту підтвердило ще 2 нові випадки хвороби, загальна кількість випадків зросла до 590. Новими хворими сталих чоловік 69 років та жінка 23 років, пов'язані із спалахом захворювання на роботі в парафії Сент-Кетрін. Міністерство охорони здоров'я також повідомило про одужання ще 34 хворих, загальна кількість одужань зросла до 356.
3 червня міністерство охорони здоров'я та добробуту підтвердило один новий випадок, загальна кількість випадків зросла до 591. Новою хворою стала жінка 27 років, мешканка парафії Сент-Джеймс, яка нещодавно повернулась до країни за програмою контрольованого в'їзду. Міністерство охорони здоров'я також повідомило про одужання ще 5 хворих, загальна кількість одужань зросла до 361; помер ще один хворий коронавірусною хворобою, загальна кількість померлих зросла до 10.
4 червня міністерство охорони здоров'я та добробуту повідомило про одужання ще 7 хворих, загальна кількість одужань зросла до 368. Оскільки за останню добу не було зареєстровано нових випадків хвороби, загальна кількість випадків залишилась на рівні 591 з двома хворими у критичному стані.
5 червня міністерство охорони здоров'я та добробуту підтвердило 4 нові випадки хвороби, загальна кількість випадків зросла до 595. Усі нові хворі нещодавно повернулись з-за кордону, серед них було троє чоловіків та одна жінка у віці від 35 до 46 років. Усі вони працювали на круїзних суднах, які повернулися за програмою контрольованого повторного в'їзду. Міністерство охорони здоров'я також повідомило про одужання ще 17 хворих, загальна кількість одужань зросла до 385.
6 червня міністерство охорони здоров'я та добробуту підтвердило новий випадок хвороби, загальна кількість випадків зросла до 596. Новим хворим став 41-річний чоловік із парафії Сен-Кетрін, який контактував із підтвердженим випадком хвороби. Міністерство охорони здоров'я також повідомило про одужання ще 19 хворих, загальна кількість одужань зросла до 404.
7 червня міністерство охорони здоров'я та добробуту підтвердило ще 2 нові випадки хвороби, загальна кількість випадків зросла до 598. Міністерство охорони здоров'я також повідомило про одужання ще одного хворого, загальна кількість одужань зросла до 405.
8 червня міністерство охорони здоров'я та добробуту підтвердило новий випадок хвороби, загальна кількість випадків у країні зросла до 599.
9 червня міністерство охорони здоров'я та добробуту підтвердило 6 нових випадків хвороби, загальна кількість випадків хвороби зросла до 605. Усі нові випадки ввезені з-за кодону, 3 прибули із США, один із Великобританії та 2 на нещодавно пришвартованому на пірсі Фалмут круїзному кораблі. Вік нових хворих становив від 24 до 54 років; серед них 5 чоловіків і 1 жінка; нові хворі зареєстровані у парафіях Манчестер, Сент-Елізабет, Сент-Джеймс, Портленд та Сент-Кетрін.
10 червня міністерство охорони здоров'я та добробуту повідомило про одужання ще 2 хворих, загальна кількість одужань зросла до 407. За останню добу нових випадків хвороби не підтверджено.
11 червня міністерство охорони здоров'я та добробуту підтвердило 6 нових випадків хвороби, загальна кількість випадків зросла до 611. Усі нові випадки були завезені з-за кордону, 4 прибули рейсом із США, ще 2 із Великобританії. Вік хворих коливався від 38 до 63 років; серед них були 5 жінок та один чоловік; нові хворі зареєстровані у парафіях Сент-Елізабет, Сент-Джеймс, Портленд та Сент-Кетрін. Міністерство охорони здоров'я також повідомило про одужання одного хворого, загальна кількість одужань зросла до 408.
12 червня міністерство охорони здоров'я та добробуту підтвердило 3 нові випадки хвороби, загальна кількість випадків зросла до 614. Усі нові випадки завезені з-за кордону, 2 з Канади, ще один з США. Серед нових хворих два чоловіки (один віком 22 роки, а інший віком 53 роки) та одна жінка (віком 31 рік); які проживали в парафіях Кінгстон, Сент-Кетрін та Сент-Мері. Міністерство охорони здоров'я також повідомило про одужання 9 хворих, загальна кількість одужань зросла до 417.
13 червня міністерство охорони здоров'я та добробуту підтвердило ще один випадок хвороби, загальна кількість випадків зросла 615. Міністерство охорони здоров'я також повідомило про одужання ще 3 хворих, загальна кількість одужань зросла до 420.
У період з 14 по 20 червня міністерство охорони здоров'я та добробуту підтвердило 42 нові випадки хвороби, загальна кількість випадків зросла до 657. Серед нових хворих 17 чоловіків та 25 жінок віком від 4 до 72 років. Зареєстровано 42 одужання, загальна кількість одужань зросла до 462. На кінець цього тижня коефіцієнт одужання становив 70,32 %, а летальність 1,52 %.
У період з 21 по 27 червня міністерство охорони здоров'я та добробуту підтвердило 33 нові випадки хвороби, загальна кількість випадків хвороби зросла до 690. Серед нових хворих 19 чоловіків та 25 жінок віком від 6 до 87 років. Дані про двох хворих були невідомі. За цей період одужали 90 хворих, загальна кількість одужань зросла до 552. На кінець цього тижня рівень одужання становив 80,00 %, а летальність 1,45 %.
У період з 28 по 30 червня міністерство охорони здоров'я та добробуту підтвердило 12 нових випадків хвороби, загальна кількість випадків зросла до 702. Серед нових пацієнтів 6 чоловіків та 6 жінок віком від 22 до 71 року. Загальна кількість одужань зросла до 553. На кінець цього тижня рівень одужання становив 78,77 %, а летальність 1,42 %.

### Липень 2020 року
У період з 1 по 4 липня міністерство охорони здоров'я та добробуту підтвердило 26 нових випадків хвороби, загальна кількість випадків хвороби зросла до 728. Серед нових хворих 15 чоловіків та 6 жінок віком від 22 до 71 року. Дані про одного хворого не опубліковані. Повідомлено також про 16 одужань, загальна кількість одужань зросла до 569. На кінець цього тижня рівень одужання становив 78,16 %, а летальність 1,37 %.
У період з 5 по 11 липня міністерство охорони здоров'я та добробуту підтвердило 30 нових випадків хвороби, загальна кількість випадків зросла до 758. Серед нових хворих 15 чоловіків та 15 жінок віком від 1 до 65 років. За тиждень одужали 46 хворих, загальна кількість одужань зросла до 615. На кінець цього тижня рівень одужання становив 81,13 %, а летальність становила 1,32 %.
У період з 12 по 18 липня міністерство охорони здоров'я та добробуту підтвердило 16 нових випадків хвороби, загальна кількість випадків у країні зросла до 774. Серед нових хворих 9 чоловіків та 7 жінок віком від 8 місяців до 69 років. За тиждень одужали 64 хворих, загальна кількість одужань зросла до 679. На кінець цього тижня рівень одужання становив 87,73 %, а летальність 1,29 %.
У період з 19 по 25 липня міністерство охорони здоров'я та добробуту підтвердило 63 нові випадки хвороби, загальна кількість випадків зросла до 837. Серед нових хворих 32 чоловіки та 31 жінка віком від 22 до 71 року. Крім того повідомлено про одужання 32 хворих, загальна кількість випадків зросла до 711. На кінець цього тижня рівень одужання становив 84,95 %, а летальність становила 1,19 %.
У період з 26 по 31 липня міністерство охорони здоров'я та добробуту підтвердило 12 нових випадків хвороби, загальна кількість випадків у країні зросла до 702. Серед нових хворих 17 чоловіків та 24 жінки віком від 3 місяців до 77 років. Крім того міністерство повідомило про одужання ще одного хворого, загальна кількість одужань зросла до 553. До кінця цього тижня рівень одужання становив 82,69 %, а летальність становила 1,14 %.

### Серпень 2020 року
У період з 1 по 7 серпня міністерство охорони здоров'я та добробуту повідомило про виявлення 109 нових випадків хвороби, загальна кількість випадків зросла до 987. Серед нових випадків 29 завезено із США, Домініканської Республіки та Нікарагуа; 32 контували з підтвердженими випадками хвороби; спосіб інфікування 48 хворих не визначено. Серед нових хворих були 56 жінок та 53 чоловіки віком від 7 місяців до 88 років, які проживали в парафіях Кінгстон, Сент-Кетрін, Кларендон, Манчестер, Сент-Джеймс, Сент-Енн, Сент-Мері, Портленд та Сент-Томас. Протягом цього тижня міністерство охорони здоров'я також повідомило про одужання 19 хворих, загальна кількість одужань зросла до 745; зареєстрована одна смерть, пов'язана з COVID-19, загальна кількість смертей зросла до 13.
У період з 8 по 14 серпня міністерство охорони здоров'я та добробуту підтвердило 295 нових випадків хвороби, загальна кількість випадків зросла до 1082. Серед нових випадків 22 завезені з-за кордону; 39 контактували з підтвердженими випадками хвороби; у 34 хворих спосіб інфікування не визначено. Низка цих випадків було пов'язано з релігійною службою в парафії Сент-Томас. Серед нових хворих було 49 жінок та 46 чоловіків віком від 2 місяців до 88 років, які проживали в парафіях Кінгстон, Сент-Кетрін, Кларендон, Вестморленд, Сент-Джеймс, Сент-Енн, Сент-Мері, Портленд та Сент-Томас. Протягом цього тижня міністерство охорони здоров'я також повідомило про одужання 16 хворих, загальна кількість одужань зросла до 761; зареєстрована одна смерть, пов'язана з COVID-19, кількість померлих зросла до 14; репатрійовано на батьківщину ще 10 хворих, загальна кількість репатрійованих хворих зросла до 62.
У період з 15 по 21 серпня міністерство охорони здоров'я та добробуту підтвердило 264 нові випадки хвороби, загальна кількість випадків зросла до 1346. Серед нових випадків 43 завезені з-за кордону; 50 контактували з підтвердженими випадками хвороби; у 166 хворих шлях інфікування не встановлено; та у 5 хворих встановлено, що місцева передача не є епідеміологічно пов'язаною з хворобою. Серед нових випадків цього тижня 29 були частиною відставання від липня. Низка цих випадків були пов'язані з парафією Кінгстон і Сент-Ендрю. Новими хворими стали 130 жінок та 134 чоловіки віком від 4 місяців до 89 років з парафій Кінгстон та Сент-Ендрю, Сент-Кетрін, Кларендон, Манчестер, Сент-Елізабет, Вестморленд, Сент-Джеймс, Трелауні, Сент-Енн, Сент-Мері, Портленд і Сент-Томас. Протягом цього тижня міністерство охорони здоров'я також повідомило про 27 одужань, загальна кількість одужань зросла до 788; зареєстровано 2 смерті, пов'язані з COVID-19, кількість померлих зросла до 16; репатрійовано ще 9 хворих, загальна кількість репатрійованих хворих зросла до 71.
У період з 22 по 28 серпня міністерство охорони здоров'я та добробуту підтвердило 665 нових випадків хвороби, загальна кількість випадків зросла до 2011. Серед нових випадків 7 завезені з-за кордону; 31 контактували з підтвердженими випадками хвороби; у 626 хворих шлях інфікування не визначено; 1 хворий визначений як інфікований місцево, проте не пов'язаний епідеміологічно з іншими випадками. Серед нових хворих були 359 жінок та 306 чоловіків віком від 4 місяців до 92 років, випадки хвороби виявлені у всіх парафіях країни. Протягом цього тижня міністерство охорони здоров'я також повідомило про одужання 100 хворих, загальна кількість одужань зросла до 888. Зареєстровано 3 смерті, пов'язані з COVID-19, загальна кількість офіційно визнаних випадків смерті зросла до 19; зареєстрована також 1 «випадкова» смерть, і цей випадок не буде включатись до офіційної кількості померлих. Кількість репатрійованих пацієнтів залишалася на рівні 71. За цей період часу було зафіксовано три найбільш високі випадки збільшення кількості випадків хвороби за один день.
У період з 29 по 31 серпня міністерство охорони здоров'я та добробуту підтвердило 449 нових випадків хвороби, загальна кількість зросла до 2459. Серед нових випадків 8 випадків завезена з-за кордону; 18 контактували з підтвердженими випадками хвороби; у 322 хворих шлях інфікування не визначено; і, 1 хворий був визначений як інфікований місцево, проте не пов'язаний епідеміологічно з іншими випадками. Серед нових хворих були 230 жінок, 190 чоловіків та 29, стать яких не визначено; віком від 13 днів до 90 років, зареєстровані у всіх парафіях. Протягом цього періоду міністерство також повідомило про одужання 2 хворих, загальна кількість одужань зросла до 890; зареєстровані 2 смерті, пов'язана з COVID-19, офіційна кількість померлих зросла до 21; кількість репатрійованих хворих залишилась на рівні 71, зареєстрована одна «випадкова» смерть у хворого коронавірусною хворобою. 30 серпня зареєстровано найвищий приріст нових випадків за один день — 245 випадків.

#### Заходи уряду
Унаслідок поширення коронавірусної хвороби уряд країни запровадив наступні заходи:
- 6 серпня: запроваджено карантин у громаді Сенді-Бей парафії Кларендон на 14 днів після різкого зростання кількості випадків хвороби.[206]
- 9 серпня: запроваджено карантин у трьох громадах у парафії Сент-Томас на 14 днів після різкого зростання кількості випадків хвороби.[207]
- 20 серпня: запроваджено карантин у громадах Альбіон та Сіфорт у парафії Сент-Томас на 14 днів після різкого зростання кількості випадків хвороби.[208]

### Вересень 2020 року
У період з 1 до 5 вересня міністерство охорони здоров'я та добробуту підтвердило 565 нових випадків хвороби, загальна кількість випадків зросла до 3024. Серед нових випадків 14 контактували з підтвердженими випадками хвороби; у 549 хворих шлях інфікування не встановлено; 2 хворих вважались інфікованими місцево, але не пов'язані епідеміологічно з іншими випадками. Серед нових хворих були 291 жінка та 264 чоловіки віком від 8 місяців до 97 років, які проживали у всіх парафіях країни. Протягом цих 5 днів повідомлено про одужання 60 хворих, загальна кількість одужань зросла до 950; зареєстровано 11 смертей, пов'язаних із COVID-19, офіційна кількість смертей зросла до 32; кількість репатрійованих хворих та випадкових смертей залишились на рівні 71 та 3 відповідно.
У період з 6 до 12 вересня міністерство охорони здоров'я та добробуту підтвердило 747 нових випадків хвороби, загальна кількість випадків зросла до 3771. Серед нових випадків 1 завезений з-за кордону, 2 контактували з підтвердженими випадками хвороби; і у 744 хворих спосіб передачі хвороби не визначено. Серед нових хворих були 398 жінок, 292 чоловіків, та 57 хворих, стать яких не повідомлена; віком від 4 місяців до 95 років, які проживали у всіх парафіях країни. Протягом цього тижня міністерство охорони здоров'я також повідомило про одужання 199 хворих, загальна кількість одужань зросла до 1149; зареєстровано 10 смертей, пов'язаних із COVID-19, офіційна кількість померлих зросла до 42; кількість репатрійованих хворих залишилася на рівні 71. зареєстровано 4 смерті хворих коронавірусною хворобою, не пов'язаних безпосередньо з COVID-19, кількість таких смертей зросла до 5.
У період з 13 по 19 вересня міністерство охорони здоров'я та добробуту підтвердило 1217 нових випадків хвороби, загальна кількість випадків зросла до 4988. Серед нових випадків 2 завезені з-за кордону, 17 контактували з підтвердженими випадками хвороби; і в 1198 хворих спосіб передачі інфекції не встановлено. Серед нових хворих 398 жінок, 292 чоловіків віком від 79 днів до 104 років, які проживають у всіх парафіях країни. Протягом цього тижня міністерство охорони здоров'я також повідомило про одужання 201 хворого, загальна кількість одужань зросла до 1350; зареєстровано 25 смертей, пов'язаних із COVID-19, офіційна кількість померлих зросла до 67; кількість репатрійованих хворих зросла до 73.
У період з 20 по 26 вересня міністерство охорони здоров'я та добробуту підтвердило 1029 нових випадків хвороби, загальна кількість випадків зросла до 6017. Серед нових випадків 3 завезені з-за кордону, 4 контактували з підтвердженими випадками хвороби; у 1018 хворих спосіб інфікування не встановлено; 4 хворих вважались інфікованими місцево, але не пов'язані епідеміологічно з іншими випадками. Серед нових хворих 505 жінок і 515 чоловіків віком від 1 місяця до 95 років, які проживали у всіх парафіях країни. Протягом цього тижня міністерство охорони здоров'я також повідомило про одужання 356 хворих, загальна кількість одужань зросла до 1706; зареєстровано 22 смерті, пов'язані з COVID-19, офіційна кількість померлих зросла до 89; кількість репатрійованих пацієнтів залишилась на рівні 73. До кінця тижня зареєстровано 4 випадкові смерті у хворих COVID-19, загальна кількість випадкових смертей у хворих з COVID-19 зросла до 6.
У період з 27 до 30 вересня міністерство охорони здоров'я та добробуту підтвердило 538 нових випадків хвороби, загальна кількість зросла до 6555. Серед нових випадків у всіх хворих спосіб передачі вірусу не визначено. Серед нових хворих було 315 жінок, 222 чоловіків та один хворий, стать якого не була вказана; віком від 24 днів до 96 років, які проживали у всіх парафіях країни. Протягом цього чотириденного періоду міністерство охорони здоров'я також повідомило про одужання 285 хворих, загальна кількість одужань зросла до 1991; зареєстровано 22 смерті, пов'язані з COVID-19, офіційна кількість смертей від COVID-19 зросла до 111; кількість репатрійованих хворих залишалася на рівні 73. На кінець місяця було зареєстровано загалом 6 випадкових смертей хворих коронавірусною хворобою, причина смерті для 11 хворих на COVID-19 не була встановлена.

### Жовтень 2020 року
У період з 1 до 3 жовтня міністерство охорони здоров'я та добробуту підтвердило 340 нових випадків хвороби, загальна кількість хворих зросла до 6895. Серед нових випадків у всіх хворих спосіб передачі вірусу не був визначений. Серед нових хворих 175 жінок, 164 чоловіки та один хворий, стать якого не була вказана; віком від 11 днів до 88 років, які проживали у всіх парафіях країни. Протягом цього триденного періоду міністерство охорони здоров'я також повідомило про 469 одужання 2460 хворих; зареєстровано 9 Смертей, пов'язаних із COVID-19, офіційна кількість померлих зросла до 120; кількість репатрійованих пацієнтів залишалася на рівні 73. Кількість випадкових смертей у хворих коронавірусною хворобою зросла до 9, а причина смерті для 12 хворих з COVID-19 не була встановлена.
У період з 4 до 10 жовтня міністерство охорони здоров'я та добробуту підтвердило 823 нові випадки хвороби, загальна кількість випадків зросла до 7718. Серед нових випадків 2 завезені з-за кордону, 7 контактували з підтвердженими випадками хвороби; у 812 хворих не визначено спосіб інфікування; 2 хворих вважались інфікованими місцево, та не пов'язані епідеміологічно з іншими випадками хвороби. Серед нових хворих 451 жінка, 363 чоловіки та 9 хворих, стать яких не була названа; віком від 8 днів до 99 років, та проживали у всіх парафіях країни. Протягом цього тижня міністерство охорони здоров'я також повідомило про одужання 702 хворих, загальна кількість одужань зросла до 3162; зареєстровано 19 смертей, пов'язаних з COVID-19, офіційна кількість померлих зросла до 139.
У період з 11 та 17 жовтня міністерство охорони здоров'я та добробуту підтвердило 556 нових випадків хвороби, загальна кількість випадків зросла до 8274. Серед нових випадків у всіх хворих спосіб передачі вірусу не був визначений. Серед нових хворих 324 жінки, 227 чоловіків та 5 пацієнти, стать яких не була названа віком від 3 місяців до 96 років, та проживали у всіх парафіях країни. Протягом цього тижя міністерство охорони здоров'я також повідомило про одужання 697 хворих, загальна кількість одужань зросла до 3859; зареєстровано 32 смерті, пов'язані з COVID-19, офіційна кількість померлих зросла до 171; кількість репатрійованих пацієнтів залишилась на рівні 73.
У період від 18 до 24 жовтня міністерство охорони здоров'я та добробуту підтвердило 440 нових випадки хвороби, загальна кількість випадків зросла до 8714. Серед нових випадків хвороби 2 завезені з-за кордону, у 438 хворих спосіб інфікування не було встановлено. Серед нових хворих 236 жінок, 203 чоловіків та один хворий, стать якого не було вказано; віком від 6 місяців до 98 років, які проживали у всіх парафіях країни. Протягом цього тижня міністерство охорони здоров'я також повідомило про одужання 423 хворих, загальна кількість одужань зросла до 4282; зареєстровано 17 смертей, пов'язаних із COVID-19, офіційна кількість смертей зросла до 188; кількість репатрійованих пацієнтів залишилась на рівні 73.
У період від 25 до 31 жовтня міністерство охорони здоров'я та добробуту підтвердило 417 нових випадків хвороби, загальна кількість випадків зросла до 9131. Серед нових випадків 2 завезено з-за кордону; 8 контактували з підтвердженими випадками хвороби; у 406 хворих спосіб інфікування не визначено; один з хворих визначений як інфікований місцево, не пов'язаний епідеміологічно з іншими випадками хвороби. Серед нових хворих було 230 жінок, 174 чоловіків та 8 хворих, стать яких не була названа; віком від 35 днів до 95 років, які проживали у всіх парафіях країни. Протягом цього тижня міністерство охорони здоров'я також повідомило про одужання 335 хворих, загальна кількість одужань зросла до 4617; зареєстровано 20 смертей, пов'язаних із COVID-19, та перекласифіковано 1 смерті з підозри на смерть від коронавірусної хвороби, офіційна кількість померлих зросла до 209; кількість репатрійованих пацієнтів залишалась на рівні 73. На кінець тижня кількість випадкових смертей серед хворих COVID-19 становила 15, а причина смерті для 31 хворого на COVID-19 встановлювалася.

#### Заходи уряду
У зв'язку з подальшим поширенням епідемії уряд країни 14 жовтня повідомив про закупку ремдесивіру для лікування COVID-19.

### Листопад 2020 року
У період з 1 по 7 листопада міністерство охорони здоров'я та добробуту підтвердило 375 нових випадків хвороби, загальна кількість випадків зросла до 9506. З нових випадків 6 контактували з підтвердженими випадками хвороби; у 356 хворих спосіб передачі вірусу не був встановлений; 3 хворих вважались інфікованими місцево без епідеміологічного зв'язку з іншими випадками. Серед нових хворих були 161 жінка, 213 чоловіків та 1 хворий, стать якого не була названа; віком від 2 до 92 років, що проживали у всіх парафіях країни. Протягом цього тижня міністерство охорони здоров'я також повідомило про 317 одужань, загальна кількість одужань зросла до 4934; зареєстровано 11 смертей, пов'язаних із COVID-19, перекласифіковано одну підозрілу смерть, офіційна кількість померлих від коронавірусної хвороби зросла до 221.
У період з 8 до 14 листопада міністерство охорони здоров'я та добробуту підтвердило 378 нових випадків хвороби, загальна кількість випадків зросла до 9888. З нових випадків 6 було завезені з-за кордону, 13 контактували з підтвердженими випадками хвороби; у 359 хворих спосіб інфікування не був визначений. Серед нових хворих були 208 жінок та 170 чоловіків віком від 1 до 94 років, які проживали у всіх парафіях країни. Протягом цього тижня міністерство охорони здоров'я також повідомило про одужання 350 хворих, загальна кількість одужань зросла до 5249; зареєстровано 10 смертей, пов'язаних із COVID-19, офіційна кількість померлих зросла до 231; кількість репатрійованих пацієнтів залишилась на рівні 73.
У період з 15 по 21 листопада міністерство охорони здоров'я та добробуту підтвердило 400 нових випадків хвороби, загальна кількість випадків зросла до 10284. З нових випадків 4 завезені з-за кордону, 12 контактували з підтвердженими випадками хвороби; у 378 хворих шлях інфікування не було визначено; 6 хворих вважалися інфікованими місцево без епідеміологічного зв'язку з іншими випадками хвороби. Серед нових хворих були 207 жінок та 192 чоловіки віком від 11 місяців до 90 років, які проживали у всіх парафіях країни. Протягом цього тижня міністерство охорони здоров'я також повідомило про одужання 257 хворих, загальна кількість одужань зросла до 5505; зареєстровано 7 смертей, пов'язаних з COVID-19, офіційна кількість померлих зросла до 238; кількість репатрійованих пацієнтів залишилась на рівні 73.
У період з 22 до 30 листопада міністерство охорони здоров'я та добробуту підтвердило 526 нових випадків хвороби, загальна кількість випадків зросла до 10810. З нових випадків 1 завезений з-за кордону, 39 контактували з підтвердженими випадками хвороби; у 477 хворих спосіб передачі вірусу не визначено; 9 хворих визнані як інфіковані місцево, епідеміологічно не пов'язані з іншими випадками. Серед нових хворих 277 жінок та 248 чоловіків, стать одного хворого не була названа; віком від 1 до 94 років, які проживали у всіх парафіях країни. Протягом цих 9 днів міністерство охорони здоров'я також повідомило про одужання 859 хворих, загальна кількість одужань зросла до 6364; зареєстровано 20 смертей, пов'язаних з COVID-19, офіційна кількість померлих зросла до 258.

### Грудень 2020 року
У період з 1 по 5 грудня міністерство охорони здоров'я та добробуту підтвердило 310 нових випадків хвороби, загальна кількість випадків зросла до 11120. З нових випадків 2 завезено з-за кордону, 17 контактували з підтвердженими випадками хвороби; у 287 хворих спосіб передачі вірусу не визначено; 4 хворих визнані інфікованими місцево, не пов'язані епідеміологічно з іншими випадками. Серед нових хворих були 151 жінка, 158 чоловіків та 1 хворий, стать якого не була названа; віком від 3 днів до 99 років, які проживали у всіх парафіях країни. Протягом цього 5-денного періоду міністерство охорони здоров'я також повідомило про одужання 643 хворих, загальна кількість одужань зросла до 6998; зареєстровано 7 смертей, пов'язаних з COVID-19, офіційної кількість померлих зросла до 265; кількість репатрійованих хворих залишилась на рівні 73. На 5 грудня кількість випадкових смертей становила 37, причини смерті 31 хворого з COVID-19 ще встановлювалися.
У період з 6 по 12 грудня міністерство охорони здоров'я та добробуту підтвердило 590 нових випадків хвороби, загальна кількість випадків зросла до 11710. Серед нових випадків 2 завезено з-за кордону, 11 контактували з підтвердженими випадками хвороби; у 569 хворих спосіб передачі вірусу не був визначений. Серед нових хворих були 310 жінок, 277 чоловіків та 3 хворих, стать яких не була названа; віком від 4 місяців до 97 років, які проживали у всіх парафіях країни. Протягом цього тижня міністерство охорони здоров'я також повідомило про одужання 956 хворих, загальна кількість одужань зросла до 7954; зареєстровано 8 смертей, пов'язаних із COVID-19, офіційна кількість померлих зросла до 273; кількість репатрійованих хворих залишилась на рівні 73.
У період з 13 по 19 грудня міністерство охорони здоров'я та добробуту підтвердило 514 нових випадків хвороби, загальна кількість випадків зросла до 12224. З нових випадків 1 завезений з-за кордону, 36 контактували з підтвердженими випадками хвороби; у 469 хворих спосіб передачі вірусу не визначено; 8 хворих визнані інфікованими місцево без епідеміологічного зв'язку з іншими випадками. Серед нових хворих було 288 жінок та 226 чоловіків віком від 4 місяців до 97 років, які проживали у всіх парафіях країни. Протягом цього тижня міністерство охорони здоров'я також повідомило про одужання 1012 хворих, загальна кількість одужань зросла до 8966; зареєстровано 13 смертей, пов'язаних із COVID-19, офіційна кількість померлих зросла до 286; кількість репатрійованих пацієнтів залишилась на рівні 73.
У період з 20 по 26 грудня міністерство охорони здоров'я та добробуту підтвердило 499 нових випадків хвороби, загальна кількість випадків зросла до 12723. З нових справ 25 завезені з-за кордону, 4 контактували з підтвердженими випадками хвороби; у 462 спосіб передачі не визначено; 3 хворих визнані інфікованими місцево без епідеміологічного зв'язку з іншими випадками хвороби. Серед нових хворих було 237 жінок та 272 чоловіків віком від 35 днів до 95 років, які проживали у всіх парафіях країни. Протягом цього тижня міністерство охорони здоров'я також повідомило про одужання 1052 хворих і та перекваліфікації однієї смерті до смертей, причина яких встановлюється, загальної кількість одужань зросла до 10019; зареєстровано 9 смертей, пов'язаних з COVID-19, офіційна кількість померлих зросла до 295; кількість репатрійованих хворих залишилась на рівні 73. До кінця тижня кількість випадкових смертей хворих коронавірусною хворобою зросла до 48, причина смерті 25 хворих з COVID-19 ще встановлювалися.
У період з 27 по 31 грудня міністерство охорони здоров'я та добробуту підтвердило 192 нові випадки хвороби, загальна кількість випадків зросла до 12915. З нових випадків 10 завезено з-за кордону, 5 контактували з підтвердженими випадками хвороби; у 177 хворих спосіб передачі вірусу не визначено. Серед нових хворих 104 жінки та 88 чоловіків віком від 33 днів до 95 років, які проживали у всіх парафіях країни. Протягом цих 5 днів міністерство охорони здоров'я також повідомило про одужання 513 хворих, загальна кількість одужань зросла до 10532; зареєстровано 8 смертей, пов'язаних з COVID-19, офіційна кількість померлих зросла до 303; кількість репатрійованих пацієнтів залишилась на рівні 73.

#### Урядові заходи
Унаслідок перелічених вище та інших пов'язаних подій уряд країни запровадив наступні заходи:
- 8 грудня: створено національну комісію з вакцинації проти COVID-19, завданням якої є керівництво та нагляд за розробкою національної стратегії застосування вакцин проти COVID-19.[332]
- 21 грудня: запроваджено заборону на в'їзд з території Великобританії у зв'язку з поширенням британського варіанту вірусу.[333]
- 31 грудня: продовжено заборони на в'їзд з Великобританії до 31 січня 2020 року.[334]

### Січень 2021 року
У період з 1 до 2 січня міністерство охорони здоров'я та добробуту підтвердило 134 нові випадки, загальна кількість випадків зросла до 13049. З нових випадків 4 було з-за кордону (включно з одним випадком, який до цього ще досліджувався); у 131 хворих спосіб передачі вірусу не визначено. Серед нових хворих були 84 жінки та 50 чоловіків віком від 48 днів до 91 року, які проживали у всіх парафіях країни. Протягом цих 2 днів міністерство охорони здоров'я також повідомило про одужання 301 хворого, загальна кількість одужань зросла до 10833; зареєстрована 1 смерть, пов'язана з COVID-19, офіційна кількість померлих зросла до 304; кількість репатрійованих пацієнтів залишилась на рівні 73. На кінець цього періоду кількість випадкових смертей у хворих коронавірусною хворобою становила 49, причина смерті 25 хворих COVID-19 ще досліджувалась.
У період з 3 по 9 січня міністерство охорони здоров'я та добробуту підтвердило 499 нових випадків хвороби, загальна кількість випадків зросла до 13548. З нових випадків 3 завезені з-за кордону, 13 контактували з підтвердженими випадками хвороби; у 390 хворих спосіб передачі вірусу не був визначений. Серед нових хворих 274 жінки, 223 чоловіки та 2 хворих, стать яких не була повідомена; віком від 3 місяців до 98 років, що проживали у всіх парафіях країни. Протягом цього тижня міністерство охорони здоров'я також повідомило про одужання 596 хворих, загальна кількість одужань зросла до 11429; зареєстровано 8 смертей, пов'язаних із COVID-19, офіційна кількість померлих зросла до 312; кількість репатрійованих хворих залишилася на рівні 73.
У період з 10 по 16 січня міністерство охорони здоров'я та добробуту підтвердило 613 нових випадків хвороби, загальна кількість випадків зросла до 14161. З нових випадків 6 завезені з-за кордону, 20 контактували з підтвердженими випадками хвороби; у 582 хворих спосіб передачі вірусу не був визначений, 8 хворих вважались інфікованими місцево, не пов'язаних епідеміологічно з іншими випадками. Серед нових хворих 344 жінки, 279 чоловіки та 1 хворий, стать якого не була повідомена; віком від 15 днів до 93 років, що проживали у всіх парафіях країни. Протягом цього тижня міністерство охорони здоров'я також повідомило про одужання 280 хворих, загальна кількість одужань зросла до 11709; зареєстровано 12 смертей, пов'язаних із COVID-19, офіційна кількість померлих зросла до 324; кількість репатрійованих хворих залишилася на рівні 73. На кінець того ж періоду кількість випадкових смертей хворих коронавірусною хворобою становила 55, а причина смерті для 25 пацієнтів з COVID-19 ще встановлювалася.
У період з 17 по 23 січня міністерство охорони здоров'я та добробуту підтвердило 718 нових випадків хвороби, загальна кількість випадків зросла до 14879. З нових випадків 1 завезені з-за кордону, 4 контактували з підтвердженими випадками хвороби; у 698 хворих спосіб передачі вірусу не був визначений, 15 хворих вважались інфікованими місцево, не пов'язаних епідеміологічно з іншими випадками. Серед нових хворих 437 жінок, 281 чоловік; віком від 1 тижня до 100 років, що проживали у всіх парафіях країни. Протягом цього тижня міністерство охорони здоров'я також повідомило про одужання 161 хворого, загальна кількість одужань зросла до 11870; зареєстровано 12 смертей, пов'язаних із COVID-19, офіційна кількість померлих зросла до 336; кількість репатрійованих хворих залишилася на рівні 73. На кінець того ж періоду кількість випадкових смертей хворих коронавірусною хворобою становила 59, а причина смерті для 33 пацієнтів з COVID-19 ще встановлювалася.
У період з 24 по 31 січня міністерство охорони здоров'я та добробуту підтвердило 899 нових випадків хвороби, загальна кількість випадків зросла до 15788. З нових випадків 5 завезені з-за кордону, 19 контактували з підтвердженими випадками хвороби; у 894 хворих спосіб передачі вірусу не був визначений. Серед нових хворих 505 жінок, 388 чоловіків та 6 хворих, стать яких не повідомлено; віком від 2 днів до 100 років, що проживали у всіх парафіях країни. Протягом цього тижня міністерство охорони здоров'я також повідомило про одужання 198 хворого, загальна кількість одужань зросла до 12068; зареєстровано 16 смертей, пов'язаних із COVID-19, офіційна кількість померлих зросла до 352; кількість репатрійованих хворих залишилася на рівні 73. На кінець того ж періоду кількість випадкових смертей хворих коронавірусною хворобою становила 63, а причина смерті для 34 пацієнтів з COVID-19 ще встановлювалася.

#### Урядові заходи
Унаслідок перелічених вище та інших пов'язаних подій уряд країни запровадив наступні заходи:
- 2 січня проведено розподіл 30 тисяч наборів для тестування на коронавірус та зчитувальних апаратів для 6 приватних лабораторій для збільшення кількості тестувань у країні[366]; того ж дня

продовжено заборону на в'їзд з Великобританії до 31 січня.
- 15 січня дозволено повернутись до очного навчання 129 школам країни.[368]

### Лютий 2021 року
У період з 1 до 6 лютого міністерство охорони здоров'я та добробуту підтвердило 1307 нових випадків, загальна кількість випадків зросла до 17085. З нових випадків 12 завезено з-за кордону, 2 контактували з підтвердженими випадками хвороби; у 1291 хворих спосіб передачі вірусу не визначено, 2 хворих вважались інфікованими місцево, не пов'язаних епідеміологічно з іншими випадками. Серед нових хворих були 758 жінок, 547 чоловіків та 2 хворих, стать яких не була повідомлена; віком від 1 до 99 років, які проживали у всіх парафіях країни. Протягом цих 6 днів міністерство охорони здоров'я також повідомило про одужання 203 хворих, загальна кількість одужань зросла до 12271; зареєстрована 6 смертей, пов'язана з COVID-19, офіційна кількість померлих зросла до 358. На кінець цього періоду кількість випадкових смертей у хворих коронавірусною хворобою становила 66, причина смерті 36 хворих COVID-19 ще встановлювалась.
У період з 7 до 13 лютого міністерство охорони здоров'я та добробуту підтвердило 1950 нових випадків хвороби, загальна кількість випадків зросла до 19035. З нових випадків 8 завезено з-за кордону, 4 контактували з підтвердженими випадками хвороби; у 1933 хворих спосіб передачі вірусу не визначено, 5 хворих вважались інфікованими місцево, не пов'язаних епідеміологічно з іншими випадками. Серед нових хворих були 1117 жінок, 828 чоловіків та 5 хворих, стать яких не була повідомлена; віком від 2 днів до 103 років, які проживали у всіх парафіях країни. Протягом цього тижня міністерство охорони здоров'я також повідомило про одужання 332 хворих, загальна кількість одужань зросла до 12593; зареєстрована 16 смертей, пов'язана з COVID-19, офіційна кількість померлих зросла до 374. На кінець цього періоду кількість випадкових смертей у хворих коронавірусною хворобою становила 71, причина смерті 38 хворих COVID-19 ще встановлювалась.
У період з 14 до 20 лютого міністерство охорони здоров'я та добробуту підтвердило 2347 нових випадків хвороби, загальна кількість випадків зросла до 21347. З нових випадків 3 завезено з-за кордону; у 2341 хворих спосіб передачі вірусу не визначено, 3 хворих вважались інфікованими місцево, не пов'язаних епідеміологічно з іншими випадками. Серед нових хворих були 1117 жінок, 828 чоловіків та 5 хворих, стать яких не була повідомлена; віком від 1 до 94 років, які проживали у всіх парафіях країни. Протягом цього тижня міністерство охорони здоров'я також повідомило про одужання 338 хворих, загальна кількість одужань зросла до 12931; зареєстрована 22 смерті, пов'язані з COVID-19, офіційна кількість померлих зросла до 396. На кінець цього періоду кількість випадкових смертей у хворих коронавірусною хворобою становила 78, причина смерті 48 хворих COVID-19 ще встановлювалась.
У період з 21 до 28 лютого міністерство охорони здоров'я та добробуту підтвердило 2217 нових випадків хвороби, загальна кількість випадків зросла до 23263. З нових випадків 15 завезено з-за кордону; у 2202 хворих спосіб передачі вірусу не визначено. Серед нових хворих були 1183 жінок, 1013 чоловіків та 21 хворих, стать яких не була повідомлена; віком від 8 днів до 101 року, які проживали у всіх парафіях країни. Протягом цих 8 днів міністерство охорони здоров'я також повідомило про одужання 571 хворих, загальна кількість одужань зросла до 13502; зареєстрована 29 смерті, пов'язані з COVID-19, офіційна кількість померлих зросла до 425. На кінець цього періоду кількість випадкових смертей у хворих коронавірусною хворобою становила 85, причина смерті 53 хворих COVID-19 ще встановлювалась.

#### Урядові заходи
Цього місяця у рамках боротьби з поширенням коронавірусної хвороби уряд запровадив наступні заходи:
- 22 лютого виділено понад 5 мільярдів доларів на закупівлю та плановий розподіл вакцини проти COVID-19.[397]
- 25 лютого продовжено заборони на в'їзд із Великобританії до 15 березня.[398]
- 27 лютого отримано медичні витратні матеріали та обладнання з Японії.[399]
- 28 лютого отримано пожертву вакцини проти COVID-19 з Індії.[400]

### Березень 2021 року
У період з 1 до 6 березня міністерство охорони здоров'я та добробуту підтвердило 2427 нових випадків хвороби, загальна кількість випадків зросла до 26026. З нових випадків 1 завезено з-за кордону; у 2426 хворих спосіб передачі вірусу не визначено. Серед нових хворих були 1056 жінок, 1343 чоловіків та 28 хворих, стать яких не була повідомлена; віком від 15 днів до 101 року, які проживали у всіх парафіях країни. Протягом цього тижня міністерство охорони здоров'я також повідомило про одужання 799 хворих, загальна кількість одужань зросла до 14301; зареєстровано 28 смертей, пов'язана з COVID-19, офіційна кількість померлих зросла до 453. На кінець цього періоду кількість випадкових смертей у хворих коронавірусною хворобою становила 90, причина смерті 57 хворих COVID-19 ще встановлювалась. До кінця цього тижня рівень одужання становив 54,95 %, а летальність склала 1,74 %.
У період з 7 до 13 березня міністерство охорони здоров'я та добробуту підтвердило 4473 нових випадків хвороби, загальна кількість випадків зросла до 30499. З нових випадків 11 завезено з-за кордону, 4 контактували з підтвердженими випадками хвороби; у 4458 хворих спосіб передачі вірусу не визначено, 1 хворий вважався інфікованим місцево, не пов'язаним епідеміологічно з іншими випадками. Серед нових хворих були 1884 жінок, 2540 чоловіків та 49 хворих, стать яких не була повідомлена; віком від 4 днів до 103 років, які проживали у всіх парафіях країни. Протягом цього тижня міністерство охорони здоров'я також повідомило про одужання 838 хворих, загальна кількість одужань зросла до 15139; зареєстровано 32 смерті, пов'язана з COVID-19, офіційна кількість померлих зросла до 485. На кінець цього періоду кількість випадкових смертей у хворих коронавірусною хворобою становила 92, причина смерті 57 хворих COVID-19 ще встановлювалась. До кінця цього тижня рівень одужання становив 49,64 %, а летальність склала 1,59 %.
У період з 14 до 20 березня міністерство охорони здоров'я та добробуту підтвердило 4839 нових випадків хвороби, загальна кількість випадків зросла до 35338. З нових випадків 12 завезено з-за кордону, 6 контактували з підтвердженими випадками хвороби; у 4816 хворих спосіб передачі вірусу не визначено. Серед нових хворих були 2724 жінок, 2066 чоловіків та 19 хворих, стать яких не була повідомлена; віком від 1 до 108 років, які проживали у всіх парафіях країни. Протягом цього тижня міністерство охорони здоров'я також повідомило про одужання 991 хворих, загальна кількість одужань зросла до 16130; зареєстровано 48 смерті, пов'язана з COVID-19, офіційна кількість померлих зросла до 533. На кінець цього періоду кількість випадкових смертей у хворих коронавірусною хворобою становила 92, причина смерті 71 хворого COVID-19 ще встановлювалась. До кінця цього тижня рівень одужання становив 45,64 %, а летальність склала 1,51 %.
У період з 21 до 27 березня міністерство охорони здоров'я та добробуту підтвердило 2889 нових випадків хвороби, загальна кількість випадків зросла до 38227. З нових випадків 13 завезено з-за кордону, 20 контактували з підтвердженими випадками хвороби; у 2855 хворих спосіб передачі вірусу не визначено, 1 хворий вважався інфікованим місцево, не пов'язаним епідеміологічно з іншими випадками. Серед нових хворих були 1618 жінок, 1270 чоловіків та 1 хворий, стать якого не була повідомлена; віком від 2 днів до 103 років, які проживали у всіх парафіях країни. Протягом цього тижня міністерство охорони здоров'я також повідомило про одужання 1126 хворих, загальна кількість одужань зросла до 17256; зареєстровано 35 смертей, пов'язана з COVID-19, офіційна кількість померлих зросла до 568. На кінець цього періоду кількість випадкових смертей у хворих коронавірусною хворобою становила 93, причина смерті 81 хворого COVID-19 ще встановлювалась. До кінця цього тижня рівень одужання становив 45,14 %, а летальність склала 1,49 %.
У період з 28 до 30 березня міністерство охорони здоров'я та добробуту підтвердило 1316 нових випадків хвороби, загальна кількість випадків зросла до 39543. З нових випадків 25 завезено з-за кордону, 2 контактували з підтвердженими випадками хвороби; у 1291 хворих спосіб передачі вірусу не визначено, 1 хворий вважався інфікованим місцево, не пов'язаним епідеміологічно з іншими випадками. Серед нових хворих були 719 жінок, 591 чоловіків та 6 хворих, стать яких не була повідомлена; віком від 7 днів до 98 років, які проживали у всіх парафіях країни. Протягом цього тижня міністерство охорони здоров'я також повідомило про одужання 528 хворих, загальна кількість одужань зросла до 17784; зареєстровано 29 смертей, пов'язана з COVID-19, офіційна кількість померлих зросла до 597. На кінець цього періоду кількість випадкових смертей у хворих коронавірусною хворобою становила 100, причина смерті 83 хворого COVID-19 ще встановлювалась. До кінця цього тижня рівень одужання становив 44,97 %, а летальність склала 1,51 %.

#### Урядові заходи
У рамках боротьби з поширенням коронавірусної хвороби уряд повідомив про наступні заходи:
- 4 березня опублікований план впровадження вакцини проти COVID-19, що окреслював заплановане схвалення та завезення вакцини проти COVID-19.[432]
- 10 березня розпочалась вакцинальна кампанія.[433]
- 21 березня запровадження нових карантинних заходів у зв'язку з різким зростанням кількості випадків хвороби.

### Квітень 2021 року
У період з 1 до 3 квітня міністерство охорони здоров'я та добробуту підтвердило 1120 нових випадків хвороби, загальна кількість випадків зросла до 40663. З нових випадків 5 завезено з-за кордону, 4 контактували з підтвердженими випадками хвороби; у 1110 хворих спосіб передачі вірусу не визначено, 1 хворий вважався інфікованим місцево, не пов'язаним епідеміологічно з іншими випадками. Серед нових хворих були 634 жінки, 486 чоловіків; віком від 2 днів до 97 років, які проживали у всіх парафіях країни. Протягом цього періоду міністерство охорони здоров'я також повідомило про одужання 424 хворих, загальна кількість одужань зросла до 18208; зареєстровано 16 смертей, пов'язана з COVID-19, офіційна кількість померлих зросла до 613. На кінець цього періоду кількість випадкових смертей у хворих коронавірусною хворобою становила 100, причина смерті 83 хворих COVID-19 ще встановлювалась. До кінця цього тижня рівень одужання становив 44,63 %, а летальність склала 1,65 %.
У період з 4 до 10 квітня міністерство охорони здоров'я та добробуту підтвердило 1837 нових випадків хвороби, загальна кількість випадків зросла до 42500. З нових випадків 38 завезено з-за кордону, 6 контактували з підтвердженими випадками хвороби; у 1790 хворих спосіб передачі вірусу не визначено, 3 хворий вважалися інфікованими місцево, не пов'язаних епідеміологічно з іншими випадками. Серед нових хворих були 970 жінки, 866 чоловіків, та 1 хворий, стать якого не вказано; віком від 8 до 101 року, які проживали у всіх парафіях країни. Протягом цього періоду міністерство охорони здоров'я також повідомило про одужання 747 хворих, загальна кількість одужань зросла до 18896; зареєстровано 57 смертей, пов'язана з COVID-19, офіційна кількість померлих зросла до 672. На кінець цього періоду кількість випадкових смертей у хворих коронавірусною хворобою становила 103, причина смерті 108 хворих COVID-19 ще встановлювалась. До кінця цього тижня рівень одужання становив 44,91 %, а летальність склала 1,58 %.
У період з 11 до 17 квітня міністерство охорони здоров'я та добробуту підтвердило 1390 нових випадків хвороби, загальна кількість випадків зросла до 43890. З нових випадків 28 завезено з-за кордону, 2 контактували з підтвердженими випадками хвороби; у 1359 хворих спосіб передачі вірусу не визначено, 1 хворий вважалися інфікованими місцево, не пов'язаним епідеміологічно з іншими випадками. Серед нових хворих були 758 жінки, 630 чоловіків, та 2 хворих, стать яких не вказано; віком від 32 днів до 104 років, які проживали у всіх парафіях країни. Протягом цього періоду міністерство охорони здоров'я також повідомило про одужання 814 хворих, загальна кількість одужань зросла до 19710; зареєстровано 51 смерть, пов'язана з COVID-19, офіційна кількість померлих зросла до 723. На кінець цього періоду кількість випадкових смертей у хворих коронавірусною хворобою становила 109, причина смерті 119 хворих COVID-19 ще встановлювалась. До кінця цього тижня рівень одужання становив 44,91 %, а летальність склала 1,65 %.